# Idioma cree de las llanuras
El idioma cree de las llanuras (endónimo: ᓀᐦᐃᔭᐍᐏᐣ prounciado nēhiýawēwin; alternativamente: ᐸᐢᑳᐧᐃᐧᓃᒧᐃᐧᐣ paskwâwinîmowin que traducido es "lengua de los pueblos de la pradera") es un dialecto de las lenguas algonquinas (cree) que es la lengua indígena canadiense más poblada. Los Cree de las llanuas o planicies se considera un dialecto del idioma Cree-Montagnais o un dialecto del idioma Cree que es distinto del idioma Montagnais. El cree de las llanuras es uno de los cinco dialectos principales de la lengua Cree en este segundo sentido, junto con Woods Cree, Swampy Cree, Moose Cree y Atikamekw. Se le conoce como dialecto-Y en contraste, por ejemplo, del dialecto-L de los Moose o el dialecto-R de los Atikamekw. Aunque ningún dialecto cree se prefiere sobre otro, el cree de las llanuras es el más utilizado. De los 116.500 hablantes de la lengua cree, el dialecto cree de las llanuras lo hablan unas 34.000 personas principalmente en Saskatchewan y Alberta, pero también en Manitoba y Montana.
Ha aumentado el número de personas que pueden hablar un idioma aborigen, como el cree de las llanuras. Por ejemplo, en el censo de 2016, 263.840 personas podían hablar un idioma aborigen lo suficientemente bien como para mantener una conversación. De 1996 a 2016, el número total de personas que podían hablar una lengua aborigen aumentó un 8%. De manera similar, el número de hablantes del Cree de las llanuras ha incrementado junto con el aumento de la población en los últimos 20 años.

## Fonología

### Consonantes
El inventario de consonantes de Plains Cree contiene 10 u 11 sonidos.   Esto incluye las semivocales /w/ y /j/ , que son deslizamientos que actúan como consonantes y, a menudo, siguen a ellas.
Las consonantes en el lenguajo de los cree de las llanuras basado en los dos sistemas de escritura estándar, las sílabas Cree y el alfabeto latino Cree, se enumeran en la siguiente tabla (con notación fonémica IPA entre barras). Tenga en cuenta que todos los símbolos silábicos Cree elegidos para esta tabla representan codas de sílabas, como en ᐁᐤ ēw, ᐁᑊ ēp, ᐁᐟ ēt, por ejemplo. Las consonantes se representan de manera diferente cuando comprenden o son un componente de un inicio de sílaba, como en ᐍ wē, ᐯ pē, ᐻ pwē, ᑌ tē, etc. La excepción es ᐦ h, que siempre tiene la misma representación, como en ᐁᐦ ēh o ᐦᐁ hē .
|            | Bilabial   | Alveolar     | Palatal               | Velar    | glotal   |
| ---------- | ---------- | ------------ | --------------------- | -------- | -------- |
| Nasal      | m /m /     | ᐣ norte /n / |                       |          |          |
| Detener    | ᑊ p /pag / | ᐟ t /t /     |                       | ᐠ k /k / | ( /ʔ / ) |
| Africada   |            | ᐨ c /t͡s /    | ᐨ c /t͡s /             |          |          |
| Fricativa  |            | ᐢ s /s /     | ᐢ s /s /              |          | ᐦ h /h / |
| aproximado | ᐤ w /w /   |              | ᐩ (ᐝ) y / i / ý [ j ] |          |          |

En la oclusión glotal, /ʔ/, como fonema en este idioma es incierto. Fue registrado en la palabra ēhaʔ "sí" (transcrito ähaʔ) por Leonard Bloomfield, quien afirmó que el sonido se produjo sólo en esta palabra. En un diccionario colaborativo en línea, los hablantes cree han contribuido con varias variantes de esta palabra, incluida ᐁᐦᐊ. ēha (escrito eha y êha ), ᐁᐦᐁ ēhē (escrito êhê ) y ᐄᐦᐃ īhi (escrito îhi ).  Ninguna de estas formas incluye una oclusiva glotal final. Sin embargo, no hay forma de escribir una oclusiva glotal en el estándar bien en el alfabeto latino o en las sílabas cree. La gramática de Wolfart  contiene una muestra de texto que incluye esta palabra sin oclusión glotal, y en su sinopsis de los sonidos de este lenguaje cree no hace ninguna mención de este sonido. La misma palabra también aparece en Michif, una lengua derivada en parte del cree de las llanuras. Allí aparece con una consonante final (y vocales nasalizadas), como aenhenk “sí". 
Hay un grado de variación en los sonidos ᐨ c /t͡s/ y ᐢ s /s/ . En la Reserva Sweetgrass en Saskatchewan en 1925, ᐨ c /t͡s/ era alveolar [t͡s] o bien palatoalveolar [t͡ʃ], pero ᐢ s /s/ era normalmente alveolar [s], y sólo infrecuentemente palatoalveolar [ʃ].  En contraste con esto, las palabras Michif de origen del Cree de las llanuras en la región de Turtle Mountain, Dakota del Norte, invariablemente tienen una pronunciación palatoalveolar para ambos sonidos. 
La expresión de las oclusivas y la africada no contrasta en Plain Cree, es decir, los fonemas ᑊ p /p/, ᐟ t /t/, ᐠ k /k/, ᐨ c /t͡s/ tener alófonos sin voz [p], [t], [k], [t͡s, t͡ʃ] y alófonos sonoros [b], [d], [ɡ], [d͡z, d͡ʒ]. Según Wolfart y Carroll,  la distribución de alófonos sonoros y sordos es complementaria: los alófonos sordos ocurren en contextos fonológicos sordos; Los alófonos sonoros ocurren en contextos sonoros. El límite del contexto es el límite de las palabras, no el límite de las frases. Entonces, las variantes sordas aparecen al principio de una palabra, al final de una palabra y después de ᐦ h /h/ o ᐢ s /s/. Las variantes sonoras aparecen en todas las demás situaciones. Sin embargo, son posibles otras distribuciones de sonidos sordos versus sonoros. Bloomfield informó que el mismo patrón de sonoridad era una posibilidad para el fonema ᐠ k /k/, pero no lo mencionó para ᑊ p /p/, ᐟ t /t/ o ᐨ c /t͡s/.  El componente Plains Cree de Michif muestra un patrón diferente con respecto a la sonorización.  Cree de las llanuras ᑊ p /p/, ᐟ t /t/, ᐠ k /k/, ᐨ c /t͡s/, y también ᐢ s /s/ normalmente corresponden a los sonidos Michif p /p/ , t /t/, k /k/, ch /t͡ʃ/ y sh /ʃ/, que en Michif no tienen alófonos sonoros. Michif ha expresado sonidos b /b/, d /d/, gramo /ɡ/, j /d͡ʒ/, y zh /ʒ/ que son fonemas distintos y, en algunos casos, los sonidos Plains Cree corresponden a estos. Todos estos casos involucran síncope de la vocal i /i/ eso da como resultado un grupo de consonantes nasales más oclusivas, africadas o sibilantes . Al principio de una palabra, la consonante nasal se pierde posteriormente. A diferencia de las oclusivas y la africada, sh /ʃ/ se expresa sólo al comienzo de una palabra.
|                    | Cree de las llanuras propiamente dicha      | Palabras cree de las llanuras en michif     |
| ------------------ | ------------------------------------------- | ------------------------------------------- |
| "mientras tanto"   | ᒣᒁᐨ mēkwāc [meːɡwɑːt͡s, meːkwɑːt͡s]           | maykwawt, maenkwawt [mẽːkwɑːt]              |
| "¡correr! "        | ᐱᒥᐸᐦᑖ pimipahtā [pɪmɪbahtɑː, pɪmɪpahtɑː]    | pimbahtaw, pimbastaw [pɪmbahtɑː, pɪmbastɑː] |
| "¿cómo? "          | ᑖᓂᓯ tanisi [tɑːnsɪ, tɑːnʃɪ, tɑːnɪsɪ]        | tawnshi [tɑ̃ːʃɪ]                             |
| "él/ella es amado" | ᓵᑭᐦᐋᐤ sākihāw [sɑːɡɪhɑːw, sɑːkɪhɑːw]        | shawkihow [ʃɑːkɪhɑːw]                       |
| "Lo amo/ella"      | ᓂᓵᑭᐦᐋᐤ nisākihāw [nɪsɑːɡɪhɑːw, nɪsɑːkɪhɑːw] | zhawkihow [ʒɑːkɪhɑːw]                       |

El idioma cree de las llanuras tiene oclusivas preaspiradas y una africada preaspirada que en realidad son grupos de /h/ más una parada o africada siguiente; estos no son fonemas separados. La preaspiración puede distinguir palabras de forma única. Por ejemplo, compare el simple ᐠ k y el grupo ᕽ hk en ᐑᒋᐦᐃᐠ wīcihik "¡ayúdame!" y ᐑᒋᐦᐃᕽ wīcihihk "¡ayúdalo!". 

### Vocales
A menudo se describe que el lenguaje cree de las llanuras tiene siete vocales contrastantes, tres cortas y cuatro largas.     Sin embargo, en el norte de las llanuras sólo se usan tres vocales largas.
Estas vocales en los sistemas de escritura estándar se enumeran en la siguiente tabla (con notación fonémica IPA entre barras). Todos los símbolos silábicos Cree elegidos para esta tabla representan núcleos de sílabas que no tienen inicio de sílaba. Las vocales se representan de manera diferente con inicio no nulo, como por ejemplo con inicio n en ᓀ nē, ᓂ ni, ᓃ nī, etc.
|                | Corto     | Corto     | Largo     | Largo     |
| Frente         | Atrás     | Frente    | Atrás     |           |
| -------------- | --------- | --------- | --------- | --------- |
| Alto (cerca)   | ᐃ yo /i / | ᐅ o /u /  | ᐄ ī /i /  | ᐆ ō /oː / |
| Cerca-medio    |           |           | ᐁ ē /eː / | ᐆ ō /oː / |
| Medio abierto  | ᐊ un /a / | ᐊ un /a / |           |           |
| Bajo (abierto) | ᐊ un /a / | ᐊ un /a / | ᐋ ā /a /  | ᐋ ā /a /  |

Una distinción que no se indica en la tabla es entre redondear y sin redondear. Las vocales posteriores ᐅ o y ᐆ ō se usan redondeadas, mientras que a veces las vocales posteriores ᐊ a y ᐋ ā no lo son.
Dentro de estos fonemas existe un grado de variación alofónica.  Las vocales cortas y cercanas ᐃ i /i/ y ᐅ o /u/ suelen estar cerca de cerca [ɪ] y [ʊ], pero rango para cerrar [i] y [u]. La vocal abierta corta ᐊ a /a/ normalmente está abierto, desde el frente [a] hacia atrás [ɑ], pero su rango se extiende al frente abierto-medio [ɛ] y atrás abierto a mitad [ʌ]. La vocal cerrada frontal larga ᐄ ī /iː/ es [iː]; ᐁ ē /eː/ es cercano-medio [eː]; ᐆ ō /oː/suele ser medio cercano [oː] pero su rango incluye cerca [uː]; y ᐋ ā /aː/ va desde el frente abierto [aː] volver a abrir [ɑː].
La descripción de ᐁ ē /eː/ debe calificarse aún más para tener en cuenta la variación geográfica. Aunque este sonido es [eː] en el sur de Plains Cree, se acerca más al norte, convirtiéndose en [iː] y fusionándose con /iː/ en el norte de las llanuras Cree,  como lo ha hecho también en el vecino cree de los bosques. 

### Procesos fonológicos

#### Secuencias de consonantes
La vocal /i/ se inserta cuando morfemas con terminaciones no silábicas van seguidos de consonantes iniciales de morfema, como cuando la terminación del conjunto animado transitivo - at va seguida del marcador de tercera persona del plural - k . El resultado no es atk sino acik . Nótese la palatalización de la secuencia /ti/. Esta inserción no ocurre antes de semivocales como /w/ o en ciertas combinaciones específicas. Porque Plains Cree no acepta la secuencia fonológica /ww/, sin embargo, uno /w/ se deja caer. Cuando el morfema /ahkw/, un marcador para el plural inclusivo en el orden conjunto, va seguido de /waːw/, marcador de tercera persona del plural, la palabra se realiza como /ahkwaːw/. 

#### Secuencias de vocales
El deslizamiento /j/ se inserta entre dos vocales largas, por lo que la combinación de kīsikā "ser día" y āpan "ser amanecer" forma kīsikāyāpan "es amanecer". Además, la combinación de una vocal larga y una vocal corta elimina la vocal corta . Por lo tanto, nīpā "en la oscuridad" y ohtē "caminar" forman nīpāhtēw "camina en la oscuridad". Esta eliminación es cierta ya sea que la vocal corta ocurra antes o después de la vocal larga . Sin embargo, cuando dos vocales cortas aparecen en secuencia, es la segunda la que se elimina. Por ejemplo, la raíz ositiyi "sus pies/pies" se combina con el sufijo locativo /ehk/ para producir ositiyihk "en sus pies/pies". Sin embargo, los patrones normales de combinación y eliminación de vocales se dejan de lado durante la prefijación, un proceso en el que una [t] se inserta entre vocales cuando los prefijos personales ki-, ni-, o- y mi- preceden a una vocal inicial de la raíz. Como resultado, cuando el prefijo personal para "I" ni- se agrega a la raíz de "sit" apin, la palabra se realiza como nitapin en lugar de nipin . En casos aislados, /h/ o /w/ a veces se inserta en lugar de [t], como la palabra nihayān "lo tengo". 

#### Palatalización
La Palatalización de los sonidos /θ/ y /t/ a /s/ y /t͡s/ respectivamente ocurre antes de las vocales /i/ y /iː/ así como la consonante /j/. Por ejemplo, la raíz /naːθ/ "buscar" se convierte en kināsin "tráeme" antes de la terminación /in/ y kinātitin "Te busco" donde no se palataliza antes de la terminación /etin/. Este patrón incluye varias excepciones importantes, incluida la de la raíz wāt- "agujero". Antes del sufijo singular próximo inanimado /i/, uno esperaría que /t/ convertirse en /s/ o /t͡s/ pero no es así. La palatalización también se encuentra en diminutivos, donde todas las instancias de /t/ en una palabra se reemplazan por /c/ delante de los sufijos diminutivos /es/, /esis/, etc. Así, nitēm "mi caballo" se convertiría en nicēmisis "mi caballito" y atimw- /aθemw/ "perro" se entendería como acimosis "perrito". La palatalización para indicar disminución se extiende incluso a cambios internos dentro del tallo . Es por esto que la afirmación yōtin "hace viento" puede cambiar a yōcin para decir que "hace un poco de viento". 

#### Apócope
Las vocales cortas finales de palabra tienden a estar sujetas a apócope, excepto cuando la raíz es silábica . Es decir, la palabra /sīsīp-a/ se convertiría en sīsīp "pato" pero /nisk-a/ sigue siendo niska "ganso" porque la raíz está compuesta de una sola sílaba . De manera similar, final de palabra posconsonántica /w/ está perdido. En el caso de la palabra Cree de las Llanuras para "perro" /atimwa/, la /w/ sólo se pierde después de la vocal corta /a/ se elimina cuando se agrega el sufijo plural - k . Así, la palabra se realiza atim mientras que su forma plural es atimwak . 

#### Variaciones de superficie
En el cree de las llanuras hablado normalmente todos los días, se observan varias contracciones fonológicas. Por ejemplo, las vocales finales pueden fusionarse con la vocal inicial de la siguiente palabra. Así es como la frase nāpēw mīna atim se reduce a nāpēw mīn ātim "un hombre y un perro". En este caso, la contracción involucraba a la misma vocal ; la primera vocal se toma y se incluye en la segunda palabra en su forma larga. Cuando la contracción involucra vocales diferentes, se elimina la primera vocal y se alarga la segunda: nāpēw mīna iskwēw "un hombre y una mujer" se reduce a nāpēw mīn īskwēw . La contracción no siempre ocurre y el límite de la palabra también se puede distinguir por la inserción de /h/ sonido: mīna iskwēw y mīna(h) iskwēw respectivamente. Dentro de las palabras, las vocales cortas también pueden desaparecer cuando no están acentuadas, especialmente entre [s] y [t] o [n] y [s]. En el habla normal, por ejemplo, el saludo tānisi "hola" se reduce a tānsi . 

### Estructura de sílabas y acento.
El patrón de acento del lenguaje cree de las llanuras depende del número de sílabas más que de longitud de las vocales. Por ejemplo, en palabras disílabas, es la última sílaba la que recibe el acento primario, como en la palabra /is'kwe:w/ iskwēw "mujer" o /mih'ti/ mihti "pedazo de leña". Las palabras de tres sílabas o más exhiben acento primario en la tercera sílaba desde el final. En este caso, el acento secundario recae en sílabas alternas del antepenúltimo. Se puede observar, por ejemplo, que la palabra pasakwāpisimowin "Danza de los ojos cerrados" se pronuncia /'pasa'kwa:pi'simowin/. Esta regla se aplica incluso en los casos en que la penúltima sílaba es larga.

#### Fonotáctica
La sílaba misma consta de un inicio opcional, una vocal máxima obligatoria y una coda opcional. El inicio puede ser no silábico o una consonante, a veces seguido de una w . Aunque cualquier vocal puede aparecer en cualquier posición de la palabra, las vocales largas /iː/, /eː/, y /oː/ rara vez se encuentran en las posiciones inicial y final. Plains Cree no permite grupos de vocales ; grupos de no silábicos idénticos; o fricativas seguidas de una fricativa, nasal o y . La coda, cuando ocurre, es [s] or [h] pero muchas palabras cree de las llanuras terminan en vocal.
La siguiente tabla describe la fonotáctica de la lengua cree de las llanuras mediante la distribución de consonantes y semivocales con relación a la vocal obligatoria. Los paréntesis indican componentes opcionales.
| Inicial de palabra (#_V) | Palabra medial (V_V) | Final de palabra (V_#) |
| ------------------------ | -------------------- | ---------------------- |
| pag(w)                   | (h,s)p(w)            | (h,s)p                 |
| t(w)                     | (h,s)t(w)            | (h,s)t                 |
| c(w)                     | (h,s)c(w)            | (h,s)c                 |
| k(w)                     | (h,s)k(w)            | (h,s)k                 |
|                          | h(w)                 | h                      |
| s                        | sudoeste)            | s                      |
| m(w)                     | m(w)                 | metro                  |
| norte                    | noroeste)            | norte                  |
| w                        | w                    | w                      |
| y                        | y por qué            | y                      |

## Morfología
El idioma cree de las llanuras se clasifica como una lengua fusional polisintética como resultado de la complejidad de sus combinaciones de afijos . Aparte de cuatro prefijos personales, El idioma utiliza sufijos exclusivamente. 
Debido a que casi toda la información gramatical se almacena dentro del verbo, los sustantivos en el cree de las llanuras son relativamente simples. Los sustantivos se pueden marcar con prefijos posesivos, que se combinan con sufijos para pronombres posesivos plurales como el de "nuestro (excl.)" ni(t)-... -inān. Sin embargo, la morfología nominal, como la lengua en general, está dominada por los sufijos. Esto incluye el sufijo diminutivo, los sufijos numéricos plurales -ak y -a, y el sufijo locativo -ihk. Cada una de estas formas tiene alomorfos predecibles. Los sufijos adicionales incluyen aquellos para marcar la obviación.
|             |             | Singular                       | Plural                           |
| ----------- | ----------- | ------------------------------ | -------------------------------- |
| 1.ª persona | exclusivo   | /ni-/                          | /liendre)-... -ina:n/            |
| 1.ª persona | inclusivo   | /ni-/                          | /equipo)-... -inaw/              |
| 2.ª persona | 2.ª persona | /equipo)-/                     | /equipo)-... -iwa:w/             |
| 3.ª persona | próximo     | /Antiguo Testamento)-/         | /Antiguo Testamento)-... -iwa:w/ |
| 3.ª persona | obviativo   | /Antiguo Testamento)-... iyiw/ | /Antiguo Testamento)-... -iwa:w/ |

### Verbos

#### Clases de posición
Estudios proporcionan varias plantillas de clases de posición para los morfemas en los verbos del cree de las llanuras, la siguiente es la más derivada.
- Preverbios
  - A – Persona [o conjunto]
  - B – tiempo
  - C – Estado de ánimo
  - D – Aspecto 1
  - E – Aspecto 2
  - F – Aspecto 3
  - G – Aktionsart (Aspecto Léxico)
- Provenir
- Sufijos
  - I – Objeto poseído (Obviación)
  - II – Dirección/Tema
  - III – Valencia
  - IV – Voz
  - V – Sujeto poseído (Obviación)
  - VI – Persona
  - VII – Plural
  - VIII – Condicional

Se ha observadi que este modelo contiene contradicciones relacionadas con el orden de los preverbios y que esto probablemente se deba a las múltiples funciones de algunos preverbios. Es decir, pueden aparecer formas idénticas con significados distintos en diferentes posiciones del complejo verbal.
Se han identificado dos clases de posición de preverbio, posición 1 y 2. Los preverbios de la posición 1 son pocos y mutuamente excluyentes, mientras que los de la posición 2 constituyen una clase abierta de partículas, de las cuales varias pueden aparecer sucesivamente. Los preverbios de la posición 1 incluyen partículas subordinantes como /e:/ o /ka:/ y los preverbios /ka/ y /kita/, que indican subsecuencia o futuro. Los preverbios de la posición 2 están organizados semánticamente a lo largo de una escala que va de lo abstracto a lo concreto. Los preverbios abstractos incluyen /a:ta/ "aunque, en vano", en ē-āta-kitōtāt "aunque le habló", y /wi:/ "querrá, intentará", como en wī-mēscihāwak "todos serán asesinados". Un ejemplo de preverbio concreto se puede encontrar en /ka:mwa:ci/ "tranquilamente", en kī-kāmwāci-pimātisiwak, o /ne:wo/ "cuatro" en ē-kī-nēwo-tipiskāyik "cuando pasa la cuarta noche". En el idioma, se clasifica tiempo como preverbio de posición 1, pero el siguiente modo como preverbio de posición 1 y 2. El aspecto 1 y el Aktionsart también se clasifican como preverbios de posición 2. La diferencia entre el aspecto 2 y el 3 parece ser la duración, siendo 2 durativo y 3 iterativo. 

#### Reduplicación
Se producen dos tipos de reduplicación en los verbos y las raíces de partículas para denotar continuidad, repetición o intensidad. El primer tipo cambia de tallo durante el proceso y no es predecible, común ni productivo. Por ejemplo, la raíz pim - "a lo largo" se convierte en papām - "sobre". El tipo productivo de reduplicación coloca la sílaba reduplicada delante de la raíz . La sílaba duplicada se forma a partir de la primera consonante de la palabra y una /aː/. La forma final se parece a /kaːkiːpa/ "una y otra vez". En palabras que comienzan con vocal, la reduplicación se marca con /ay-/, como lo demuestra la palabra /ayaːtotam/ "Lo cuenta una y otra vez". 

## Sintaxis

### Orden de las palabras
La oración transitiva básica es de la forma SVO, como awāsisak nipahēwak sīsīpa "los niños mataron algunos patos", pero las otras formas (SOV, VSO, VOS, OVS y OSV) también son posibles. Se pueden omitir tanto los sintagmas nominales sujeto como objeto. Así, "los niños mataron unos patos" también puede expresarse nipahēwak sīsīpa "mataron unos patos", awāsisak nipahēwak "los niños los mataron" o nipahēwak "los mataron". 
Es poco común en una conversación que el sujeto y el objeto de un verbo se realicen mediante frases nominales completas. Muy a menudo, las frases nominales paralelas muy marcadas se utilizan para indicar énfasis. En la narración, las oraciones con frases nominales paralelas completas a menudo marcan el comienzo o el final del discurso, indican peripecia en la narrativa o introducen nueva información. Las oraciones de la forma OSV con dos sustantivos completos aparecen con muy poca frecuencia. 

### Dirección y obviación
La dirección, o designación semántica de la relación actor-meta, se expresa morfológicamente a través de signos temáticos que también muestran concordancia entre el verbo y sus complementos nominales. En la lengua cree de las llanuras, la dirección depende de la jerarquía de personas o del orden de los morfemas que marcan a las personas en el verbo. La jerarquía de personas en Plains Cree es: 2 > 1 > 3 > 3' . Nótese que 3' se refiere a la tercera persona obviativa. Los sufijos derivativos marcan si los roles semánticos de las personas siguen esta jerarquía de personas o la invierten, lo que se denomina forma directa o inversa respectivamente. Los siguientes ejemplos colocan el marcador de segunda persona en primer lugar linealmente, pero los sufijos directo e inverso cambian los roles semánticos . El marcador directo /-i-/ en la oración ki-wāpam-in indica que debe leerse "me ves". La lectura se invierte a "Te veo" en la oración ki-wāpam-iti-n debido al marcador inverso /-iti-/.  Compare la diferencia de significado entre las dos direcciones en las siguientes tablas. 
| (2-1)                     | (1-3)                          | (3-(3'))                      | (3'-(3'))                        |
| ------------------------- | ------------------------------ | ----------------------------- | -------------------------------- |
| kitasamin tu me alimentas | nitasamāw le doy de comer a él | asamēw el le da de comer a él | asamēyiwa el le da de comer a él |

| (1-2)                      | (3-1)                    | ((3')-3)                      | ((3')-3')                          |
| -------------------------- | ------------------------ | ----------------------------- | ---------------------------------- |
| kitasamitin yo te alimento | nitasamik el me alimenta | asamik el le da de comer a él | asamikoyiwa el le da de comer a él |

Las reglas y orden se complica más cuando ambos referentes son terceras personas porque el idioma cree de las llanuras implementa la obviación. Por ejemplo, tenemos la oración sēkihēw nāpēw atimwa . El verbo sēkihēw "asustar" contiene el marcador de conjunto directo /-e:w-/, que indica que la tercera persona próxima está actuando en el obviativo . El sustantivo nāpēw "hombre" se marca como próximo mediante la ausencia de un sufijo, mientras que el sustantivo atimwa "perro" contiene el sufijo obviativo /-wa/. Así, la frase dice "el hombre asusta al perro", con especial énfasis en el próximo "hombre". Esto contrasta con la oración sēkihik nāpēw atimwa, donde los marcadores de obviación son los mismos pero el marcador de dirección es ahora el conjunto inverso /-ik/ que representa la acción de la tercera persona obviativa en el tercio próximo . Por lo tanto, la frase se convierte en "el perro asusta al hombre" y el énfasis sigue estando en el "hombre" próximo. Por supuesto, la oración puede requerir que el perro atim sea el sustantivo próximo, en cuyo caso la oración sería sēkihēw nāpēwa atim "el perro (3) asusta (3-(3')) el hombre (3')" o sēkihik nāpēwa atim "el hombre (3') asusta ((3')-3) el perro (3)". Dirección y obviación no son versiones de la voz pasiva, que se forma por separado en Plains Cree. 

### Sufijo locativo
Debido a que el idioma cree de las llanuras no tiene un verdadero sistema de marcado de casos, tiene que depender de la dirección, la obviación y el sufijo locativo. Este sufijo, /ehk/ o su variante /ena:hk/, tiene los significados básicos de at, in, on, etc. El sufijo locativo simple /ehk/ puede usarse con raíces o temas poseídos, como la raíz skāt " pierna". El pronombre personal /ni-/ se puede agregar a la raíz para hacer niskāt "mi pierna" y la adición del sufijo plural /-a/ hace niskāta "mis piernas". Además de estos cambios, se añade el sufijo locativo simple para producir niskātihk "en mis piernas". El sufijo locativo distributivo /ena:hk/ se utiliza con sustantivos que hacen referencia a humanos o animales. De esta manera, ayīsiyiniw- "ser humano" se convierte en ayīsiyinināk "entre los humanos" o "en este mundo". De manera similar, el sustantivo sāsīw "indio Sarci" cambia a "en la Reserva Sarci" sāsīnāhk . 

### incorporación de sustantivo
Se identifican los verbos intransitivos con raíces transitivas como ejemplos claros de incorporación de sustantivos porque pueden reformularse con la medial reemplazada por sustantivos independientes. El ejemplo nōcihiskwēwēw "persigue mujeres" se da para ilustrar la inclusión del sustantivo mujer iskwēw dentro del complejo verbal, que puede parafrasearse como iskwēwa nōcihēw "persigue a una mujer". Estas oraciones tienen una diferencia semántica importante en el sentido de que el significado de la forma incorporativa es más limitado y denota una acción habitual. Sostiene que el medial, o clasificador sustantivo, ha adquirido un significado adverbial en este contexto. Esto se ilustra en la frase cree de las llanuras wanihastimwēw "pierde su caballo" o, literalmente, "pierde el caballo".

## Vocabulario
El idioma cree de las llanuras es uno de varios dialectos de Cree-Montagnais. Las siguientes tablas muestran palabras en el cree de las llanuras y las palabras correspondientes en una selección de otros dialectos cree. Se pueden observar una serie de similitudes y algunas diferencias. En algunos casos las diferencias están sólo en la ortografía. La lengua de los cree de las llanuras tiene algunas correspondencias de sonido regulares con otros dialectos Cree-Montagnais y, en algunos casos, las diferencias entre el cree de las llanuras y otros dialectos ejemplifican estas correspondencias regulares. En términos de clasificación lingüística, el dialecto cree de Este que aparece en estas tablas a continuación es un dialecto de Montagnais.
En la siguiente tabla, cada sustantivo se presenta en su forma singular. Todas las formas son próximas o pueden ser próximas u obviadas. Si un sustantivo está poseído, el poseedor es la primera persona del singular.
|                             | Plains Cree                        | Woods Cree                   | Swampy Cree, eastern           | East Cree, southern inland                          |
| --------------------------- | ---------------------------------- | ---------------------------- | ------------------------------ | --------------------------------------------------- |
| "axe"                       | ᒌᑲᐦᐃᑲᐣ cīkahikan                   | ᒉᑲᐦᐃᑲᐣ cīkahikan             | ᒌᑲᐦᐃᑲᐣ cīkahikan               | ᐅᓯᑖᔅᒄ usitaaskw                                     |
| "bear"                      | ᒪᐢᑿ maskwa                         | ᒪᐢᑿ maskwa                   | ᒪᐢᑾ (western ᒪᐢᑿ) maskwa       | ᒪᔅᒄ maskw (but also ᒋᔐᔮᒄ chisheyaakw, ᑳᑰᔥ kaakuush) |
| "book"                      | ᒪᓯᓇᐦᐃᑲᐣ masinahikan                | ᒪᓯᓇᐦᐃᑲᐣ masinahikan          | ᒪᓯᓇᐦᐃᑲᐣ masinahikan            | ᒪᓯᓇᐦᐄᑲᓂᔥ masinahiikan                               |
| "car"                       | ᓭᐦᑫᐤ sēhkēw                        | ᐅᑖᐹᓈᐢᐠ otāpānāsk             |                                | ᐅᑖᐹᓐ utaapaan                                       |
| "clock"                     | ᐲᓯᒧᐦᑳᐣ pīsimohkān                  | ᐯᓯᒧᐦᑳᐣ pīsimohkān            |                                | ᐲᓯᒧᐦᑳᓐ piisimuhkaan                                 |
| "dog"                       | ᐊᑎᒼ atim                           | ᐊᑎᒼ atim                     | ᐊᑎᒼ atim                       | ᐊᑎᒽ atimw                                           |
| "fire"                      | ᐃᐢᑯᑌᐤ iskotēw                      | ᐃᐢᑯᑌᐤ iskotīw                | ᐃᐡᑯᑌᐤ iškotew                  | ᐃᔥᑯᑌᐤ ishkuteu                                      |
| "fish"                      | ᑭᓄᓭᐤ kinosēw                       | ᑭᓄᓭᐤ kinosīw                 |                                | ᓇᒣᔅ names                                           |
| "gun"                       | ᐹᐢᑭᓯᑲᐣ pāskisikan                  | ᐹᐢᑭᓯᑲᐣ pāskisikan            | ᐹᐢᑭᓯᑲᐣ pāskisikan              | ᐹᔅᒋᓯᑲᓐ paaschisikan                                 |
| "horse"                     | ᒥᐢᑕᑎᒼ mistatim                     | ᒥᐢᑕᑎᒼ mistatim, ᒥᓴᑎᒼ misatim | (western ᒥᓴᑎᒼ misatim)         | ᑳᐸᓚᑯᔥᑴᐤ kaapalakushkweu, ᐊᐦᐋᔅ ahâs                  |
| "hospital"                  | ᐋᐦᑯᓰᐏᑲᒥᐠ āhkosīwikamik             | ᐋᐦᑯᓭᐏᑲᒥᐠ āhkosīwikamik       | ᐋᐦᑯᓰᐎᑲᒥᐠ āhkosīwikamik         | ᐋᐦᑯᓰᐅᑲᒥᒄ aahkusiiukamikw                            |
| "knife"                     | ᒨᐦᑯᒫᐣ mōhkomān                     | ᒧᐦᑯᒫᐣ mohkomān               | ᒨᐦᑯᒫᐣ mōhkomān                 | ᒨᐦᑯᒫᓐ muuhkomaan                                    |
| "man (male adult)"          | ᓈᐯᐤ nāpēw                          | ᓈᐯᐤ nāpīw                    | ᓈᐯᐤ nāpew                      | ᓈᐯᐤ naapeu                                          |
| "money"                     | ᓲᓂᔮᐤ sōniyāw                       |                              | ᔔᓂᔮᐤ šōniyāw                   | ᔔᓕᔮᐤ shuuliyaau                                     |
| "moose"                     | ᒨᔁ mōswa                           | ᒨᔁ mōswa                     | ᒨᐢ mōs (western ᒨᔁ mōswa)      | ᒨᔅ muus                                             |
| "my father"                 | ᓅᐦᑖᐏᕀ (ᓅᐦᑖᐃ᛬) nōhtāwiy, ᓂᐹᐹ nipāpā | ᓂᐹᐹ nipāpā, ᓄᐦᑖᐏᕀ nōhtāwiy   | ᓅᐦᑖᐎᕀ (western ᓅᐦᑖᐏᕀ) nōhtāwiy | ᓅᐦᑖᐐ nuuhtaawii                                     |
| "my mother"                 | ᓂᑳᐏᕀ (ᓂᑳᐃ᛬) nikāwiy, ᓂᐹᐹ nimāmā    | ᓂᒫᒫ nimāmā, ᓂᑳᐏᕀ nikāwiy     | (western ᓂᑳᐏᕀ nikāwiy)         | ᓂᑳᐐ nikaawii                                        |
| "my older brother"          | ᓂᐢᑌᐢ nistēs                        | ᓂᐢᑌᐢ nistīs                  | ᓂᐢᑌᐢ nistes (western nistēs)   | ᓂᔅᑌᔅ nistes                                         |
| "my older sister"           | ᓂᒥᐢ nimis                          | ᓂᒥᐢ nimis                    | ᓂᒥᐢ nimis (also western)       | ᓂᒥᔅ nimis                                           |
| "my younger brother/sister" | ᓂᓰᒥᐢ nisīmis                       | ᓂᓭᒥᐢ nisīmis                 | (western ᓂᓰᒥᐢ nisīmis)         | ᓂᔒᒻ nishiim                                         |
| "shoe"                      | ᒪᐢᑭᓯᐣ maskisin                     | ᒪᐢᑭᓯᐣ maskisin               | ᒪᐢᑭᓯᐣ maskisin                 | ᒪᔅᒋᓯᓐ maschisin                                     |
| "sugar"                     | ᓲᑳᐤ sōkāw, ᓰᐏᓂᑲᐣ sīwinikan         | ᓲᑳᐤ sōkāw                    |                                | ᔔᑳᐤ shuukaau                                        |
| "town"                      | ᐆᑌᓈᐤ ōtēnāw                        |                              | ᐃᐦᑖᐎᐣ ihtāwin                  | ᐃᐦᑖᐎᓐ ihtaawin, ᐅᑌᓇᐤ utenau                         |
| "tree"                      | ᒥᐢᑎᐠ mistik                        | ᒥᐢᑎᐠ mistik                  | ᒥᐢᑎᐠ mistik                    | ᒥᔥᑎᒄ mishtikw                                       |
| "woman"                     | ᐃᐢᑵᐤ iskwēw                        | ᐃᐢᑵᐤ iskwīw                  | ᐃᐢᑶᐤ iskwew                    | ᐃᔅᑶᐤ iskweu                                         |

En la siguiente tabla, cada verbo se da con un sujeto en tercera persona del singular y, si un verbo es transitivo, con un objeto u objetos en tercera persona (primario y secundario). Los pronombres utilizados en las traducciones al inglés son imprecisos debido a una correspondencia imprecisa de las categorías cree con las categorías en inglés. "Él/ella" en un sujeto y "él/ella" en un objeto se refieren al género animado Cree. Así, por ejemplo, el verbo "él/ella los mata", podría describir a un oso matando a un alce. En la tabla, “ello” en un sujeto o en un objeto se refiere al género inanimado Cree. La presencia de “ellos” o “ellos” indica que el sujeto u objeto podría ser singular o plural. Y finalmente, la designación “él/ella/lo/ellos" indica que el objeto puede ser animado o inanimado y singular o plural.
|                                                | Plains Cree                      | Woods Cree      | Swampy Cree, eastern | East Cree, southern inland |
| ---------------------------------------------- | -------------------------------- | --------------- | -------------------- | -------------------------- |
| "he/she arrives"                               | ᑕᑯᓯᐣ takosin                     |                 | ᑕᑯᔑᐣ takošin         | ᑕᑯᔑᓐ takushin              |
| "he/she can see enough of it/them"             | ᑌᐹᐸᐦᑕᒼ tēpāpahtam                |                 | ᑌᐹᐸᐦᑕᒼ tepāpahtam    | ᑌᐹᐸᐦᑕᒻ tepaapahtam         |
| "he/she coughs"                                | ᐅᐢᑐᐢᑐᑕᒼ ostostotam               |                 | ᐅᐢᑐᐢᑐᑕᒼ ostostotam   | ᐅᔥᑐᑕᒻ ushtutam             |
| "he/she dies, ceases to live"                  | ᓂᐱᐤ nipiw, ᐴᓂᐱᒫᑎᓯᐤ pōnipimātisiw |                 | ᓂᐱᐤ nipiw            | ᐴᓂᐱᒫᑎᓰᐤ puunipimaatisiiu   |
| "he/she embarks"                               | ᐴᓯᐤ pōsiw                        |                 | ᐴᓯᐤ pōsiw            | ᐴᓲ puusuu                  |
| "he/she gives him/her/it/them to him/her/them" | ᒥᔦᐤ miyēw                        | ᒣᖧᐤ mīthīw      | ᒦᓀᐤ mīnew            | ᒦᔦᐤ miiyeu                 |
| "he/she is sleeping"                           | ᓂᐹᐤ nipāw                        |                 | ᓂᐹᐤ nipāw            | ᓂᐹᐤ nipaau                 |
| "he/she kills him/her/them"                    | ᓂᐸᐦᐁᐤ nipahēw                    |                 | ᓂᐸᐦᐁᐤ nipahew        | ᓂᐸᐦᐁᐤ nipaheu              |
| "he/she knows him/her/them"                    | ᑭᐢᑫᔨᒣᐤ kiskēyimēw                |                 | ᑭᐢᑫᓂᒣᐤ kiskenimew    | ᒋᔅᒉᔨᒣᐤ chischeyimeu        |
| "he/she laughs"                                | ᐹᐦᐱᐤ pāhpiw                      | ᐹᐦᐱᐤ pāhpiw     | ᐹᐦᐱᐤ pāhpiw          | ᐹᐦᐴ paahpuu                |
| "he/she lives"                                 | ᐱᒫᑎᓯᐤ pimātisiw                  |                 | ᐱᒫᑎᓯᐤ pimātisiw      | ᐱᒫᑎᓰᐤ pimaatisiiu          |
| "he/she plays"                                 | ᒣᑕᐍᐤ mētawēw                     | ᒣᑕᐍᐤ mītawīw    |                      | ᒣᑕᐌᐤ metaweu               |
| "he/she sees him/her/them"                     | ᐚᐸᒣᐤ wāpamēw                     | ᐚᐸᒣᐤ wāpamīw    | ᐙᐸᒣᐤ wāpamew         | ᐙᐸᒣᐤ waapameu              |
| "he/she sees it/them"                          | ᐚᐸᐦᑕᒼ wāpahtam                   | ᐚᐸᐦᑕᒼ wāpahtam  | ᐙᐸᐦᑕᒼ wāpahtam       | ᐙᐸᐦᑕᒼ waapahtam            |
| "he/she shoots him/her/them"                   | ᐹᐢᑭᓷᐤ pāskiswēw                  | ᐹᐢᑭᓷᐤ pāskiswīw |                      | ᐹᔅᒋᓷᐤ paaschisweu          |
| "he/she shoots it/them"                        | ᐹᐢᑭᓴᒼ pāskisam                   |                 | ᐹᐢᑭᓴᒼ pāskisam       | ᐹᔅᒋᓴᒻ paaschisam           |
| "he/she shoots"                                | ᐹᐢᑭᓯᑫᐤ pāskisikew                |                 | ᐹᐢᑭᓯᑫᐤ pāskisikew    | ᐹᔅᒋᓯᒉᐤ paaschisicheu       |
| "he/she walks"                                 | ᐱᒧᐦᑌᐤ pimohtēw                   | ᐱᒧᐦᑌᐤ pimohtīw  | ᐱᒧᐦᑌᐤ pimohtew       | ᐱᒧᐦᑌᐤ pimuhteu             |
| "he/she works"                                 | ᐊᑐᐢᑫᐤ atoskēw                    | ᐊᑐᐢᑫᐤ atoskīw   | ᐊᑐᐢᑫᐤ atoskew        | ᐊᑐᔅᒉᐤ atuscheu             |
| "it is big"                                    | ᒥᓵᐤ misāw                        |                 | ᒥᔖᐤ mišāw            | ᒥᔖᐤ mishaau                |
| "it is nice"                                   | ᒥᔼᓯᐣ miywāsin                    |                 | ᒥᓍᔑᐣ minwāšin        | ᒥᔻᔔ miywaashuu             |
| "it is raining"                                | ᑭᒧᐘᐣ kimowan                     | ᑭᒧᐘᐣ kimowan    | ᑭᒧᐗᐣ kimowan         | ᒋᒧᐎᓐ chimuwin              |
| "it is snowing"                                | ᒥᐢᐳᐣ mispon                      | ᒥᐢᐳᐣ mispon     | ᒥᐢᐳᐣ mispon          | ᒥᔅᐳᓐ mispun                |
| "it is windy"                                  | ᔫᑎᐣ yōtin                        | ᖫᑎᐣ thōtin      | ᓅᑎᐣ nōtin            | ᔫᑎᓐ yuutin                 |
| "it tastes good"                               | ᒥᔪᐢᐸᑿᐣ miyospakwan               |                 | ᒥᓄᐢᐸᑾᐣ minospakwan   | ᒥᔪᔅᐳᑯᓐ miyuspukun          |

|                 | Cree de las llanuras       | bosque cree            | Cree pantanoso, occidental      | East Cree, sur del interior |
| --------------- | -------------------------- | ---------------------- | ------------------------------- | --------------------------- |
| "por la mañana" | ᑫᑭᓭᑊ kēkisēp, ᑮᑭᓭᑊ kīkisēp |                        | (este ᑫᑭᔐᑊ kekišep )            | ᒉᒋᔐᑉ chechishep             |
| "afuera"        | ᐘᔭᐑᑎᒥᕽ wayawītimihk        | ᐘᖬᐍᑎᒥᕽ wathawītimihk   | (oriental ᐗᓇᐐᑎᒥᕽ wanawītimihk ) | ᐐᐐᑎᒥᐦᒡ wiiwiitimihch        |
| "uno"           | ᐯᔭᐠ pēyak                  | ᐯᔭᐠ pīyak              | ᐯᔭᐠ pēyak ( peyak oriental)     | ᐯᔭᒄ peyakw                  |
| "dos"           | ᓃᓱ nīso                    | ᓀᓱ nīso                | ᓃᓱ nīso (oriental ᓃᔓ nīšo )     | ᓃᔓ niishu                   |
| "tres"          | ᓂᐢᑐ nisto                  | ᓂᐢᑐ nisto              | ᓂᐢᑐ nisto                       | ᓂᔥᑐ nishtu                  |
| "cuatro"        | ᓀᐓ nuevo                   | ᓀᔪ nīyo                | ᓀᐓ nuevo                        | ᓀᐅ nuevo                    |
| "cinco"         | ᓂᔮᓇᐣ niyānan               | ᓂᔮᓇᐣ niyānan           | ᓂᔮᓇᐣ niyānan                    | ᓂᔮᔨᓐ niyaayin               |
| "seis"          | ᓂᑯᑤᓯᐠ nikotwāsik           | ᓂᑯᑤᓯᐠ nikotwāsik       | ᓂᑯᑤᓯᐠ nikotwāsik                | ᓂᑯᑣᔥᒡ nikutwaashch          |
| "Siete"         | ᑌ ᐸᑯᐦᑊ tēpakohp            | ᑌ ᐸᑯᐦᑊ tīpakohp        | ᑌ ᐸᑯᐦᑊ tēpakohp                 | ᓃᔣᔥᒡ niishwaashch           |
| "ocho"          | ᐊᔨᓈᓀᐤ ayinānēw             | ᐊᔨᓈᓀᐤ ayinānīw         | ᐊᔨᓈᓀᐤ ayinānēw                  | ᓂᔮᓈᓀᐤ niyaanaaneu           |
| "nueve"         | ᑫᑲ ᒥᑖᑕᐦᐟ kēka-mitātaht     | ᑫᑲ ᒥᑖᑕᐦᐟ kīka-mitātaht | ᑫᑲ ᒥᑖᑕᐦᐟ kēka-mitātaht          | ᐯᔭᑯᔥᑌ ᐤ peyakushteu         |
| "diez"          | ᒥᑖᑕᐦᐟ mitātaht             | ᒥᑖᑕᐦᐟ mitātaht         | ᒥᑖᑕᐦᐟ mitātaht                  | ᒥᑖᐦᑦ mitaaht                |

Las fuentes de palabras para estas tablas son: Plains Cree, el sitio web del Diccionario Cree en línea; Woods Cree, el sitio web Gift of Language and Culture y el sitio web de Saskatchewan Indian Languages, occidental Swampy Cree, el sitio web de Saskatchewan Indian Languages; Eastern Swampy Cree, Ministerio de Educación de Ontario (2002), y East Cree, el sitio web Eastern James Bay Cree Language. Cuando una entrada de la tabla está en blanco, es porque la palabra no se encontró en estas fuentes enumeradas; sin información adicional, esto no debe interpretarse en el sentido de que la palabra no existe para el dialecto en cuestión.

## Sistemas de escritura
Se utilizan dos sistemas de escritura en el cree de las llanuras: sílabas y escritura latina .

### Sílabas cree
Los cree de las llanuras sigue el uso cree occidental de las sílabas aborígenes canadienses. Las características distintivas de las sílabas cree occidentales son la posición del punto w y el uso de finales occidentales. El punto w occidental se coloca después de su sílaba, como en ᒷ mwa (ᒶ mwa oriental). La forma de una final en el occidental no está relacionada con la sílaba correspondiente con un núcleo -, mientras que una final del oriental es como una versión en superíndice de la sílaba correspondiente con un núcleo -; por lo tanto, la final occidental ᐟ t no se parece a ᑕ ta (final oriental ᑦ t ), y la final occidental ᒼ m no es como ᒪ ma (final oriental ᒻ m ).
Algunas comunidades Cree de las Llanuras utilizan una final para y que es diferente de la final occidental habitual. Este es un punto superpuesto ᐝ, en lugar del habitual ᐩ, como en ᓰᐱᐩ (ᓰᐱᐝ) sīpiy "río". Cuando el punto y -final se coloca después de una sílaba que tiene un punto w, los dos puntos se combinan para formar dos puntos. -como símbolo, tal como el caso ᓅᐦᑖᐏᐩ (ᓅᐦᑖᐃ᛬) nōhtāwiy “mi padre”.
El estilo de escritura en sílabas puede diferir con respecto al "método de señalar" . En el Diccionario Cree en línea, se pueden encontrar ejemplos de palabras con longitud de vocales que no se distinguen debido a la falta de señalización.

### Ortografía romana estándar
La ortografía romana estándar (SRO) del idioma cree de las llanuras utiliza catorce letras del alfabeto latino básico ISO para denotar las diez consonantes del dialecto (p, t, c, k, s, m, n, w, y y h) y siete vocales (a, i, o, ā, ī, ō y ē). No se utilizan letras mayúsculas. : 5 
Las oclusivas, p, t, k, y la africada, c, pueden pronunciarse sonoras o sordas, pero los símbolos utilizados para escribir estos sonidos corresponden todos a la pronunciación sorda, por ejemplo, p no b, o t no d, etc. El fonema /t͡s/ está representado por c, al igual que en varios otros idiomas.
Las vocales largas se denotan con un macron, como en ā, o con un circunflejo, como en â. El uso del macron o del circunflejo es aceptable, pero el uso debe ser coherente dentro de una obra. La vocal ē /eː/, utilizada en el idioma de los cree de las llanuras del sur, siempre es larga y el grafema e nunca se usa (en el lenguaje cree de las llanuras del norte, el sonido se ha fusionado con ī, por lo que ē no se usa en absoluto).
El uso de "o" sin marcar y ō marcada para los fonemas /u/ y /oː/ enfatiza la relación que puede existir entre estas dos vocales. Hay situaciones en las que la "o" puede alargarse hasta ō, como por ejemplo en ᓂᑲᒧ! nikamo! “¡canta (ahora)! " y ᓂᑲᒨᐦᑲᐣ! nikamōhkan! “¡canta (más tarde)!".
A veces se utiliza un acento agudo en y en aras de la inteligibilidad mutua con los hablantes de Woods Cree y Swampy Cree, donde ý sería reemplazado por ð o n respectivamente. Por ejemplo kīýa ('tú') vs. kīða o kīna.: 7 